# Romantic Comedy (documental de 2019)
Romantic Comedy es una película documental británica de 2019 sobre cómo se han instalado en nuestros subconscientes los valores e ideales de las comedias románticas. El documental está dirigido, editado y narrado por Elizabeth Sankey, autora también del guion y cuya banda Summer Camp, contribuye con canciones a la banda sonora. 

## Sinopsis
La película profundiza en muchas de las películas más populares y en los mensajes que nos trasladan con el fin de comprender mejor cómo visualizamos el amor, las relaciones y el romance.
Es un ensayo personal ambientado en un montaje de clips de más de 160 películas que abarcan desde 1934 hasta 2018.
Presenta extractos de más de ciento sesenta comedias románticas, entre ellas The Holiday, Cuando Harry conoció a Sally, Mientras dormías, The Big Sick, Besando a Jessica Stein y El club de los corazones rotos .  La producción hizo uso de las pautas de uso justo para incluir legalmente los clips. 
Otros colaboradores de la película son la actriz Jessica Barden, el director Charlie Lyne y las escritoras y escritores Laura Snapes, Anne T Donahue, Simran Hans, Cameron Cook, Brodie Lancaster y la productora de radio Eleanor McDowall.

## Sobre el tema del documental
Al presentar su trabajo en el Festival Internacional de Cine de Hamptons, la guionista y directora Elizabeth Sankey  explicó: No creo que las comedias románticas en particular sean culpables de representar ideales poco saludables, y también hay tantas comedias románticas brillantes que hacen un gran trabajo al mostrar mujeres fuertes e inteligentes. Pero como son el único género que trata únicamente sobre cómo se relacionan los hombres y las mujeres entre sí, son muy poderosas. Creo que ese poder se podría aprovechar y utilizar de formas más positivas al mostrarnos diferentes tipos de relaciones entre diferentes tipos de personas, y no solo confiar en estereotipos y caricaturas perezosas 
También señaló la normalización del comportamiento de los hombres en situaciones agresivas normalizadas e incluso se consideran estas actitudes como románticas: Creo que el comportamiento del que hablas (los hombres que se muestran agresivos y persiguen a sus ex o que se quedan acampando fuera de su casa durante días) se ignora con tanta facilidad porque durante siglos se ha retratado como algo romántico. En nuestra cultura se acepta que, en una película, cuando un hombre aparece en el trabajo de una mujer bajo la lluvia para decirle que está locamente enamorado de ella, ¡es el momento más conmovedor de todos! Mientras que, en la realidad, si alguien hiciera eso, probablemente te sentirías muy incómoda delante de tus compañeros de trabajo y molesta por la interrupción de tu día.

## Distribución
El documental se estrenó en el Festival Internacional de Cine de Róterdam de 2019  y posteriormente se proyectó en festivales como SXSW 2019,  Festival Internacional de Cine Documental de Copenhague,  y el American Film Institute .  Fue distribuida en el Reino Unido por MUBI . 

## Recepción
En octubre de 2021, Romantic Comedy obtuvo el 93% en Rotten Tomatoes. The Guardian otorgó a Romantic Comedy,  4/5 estrellas y señaló que "engaging documentary reclaims the genre from snooty cinephiles – and proudly pronounces When Harry Met Sally a masterpiece".
"La película desmonta con maestría el rechazo a las comedias románticas como placeres de culpabilidad frívolos para un público mayoritariamente femenino. Al hacerlo, valida el porqué el género sigue siendo relevante y señala que aún queda mucho espacio para que los narradores ofrezcan nuevas versiones de la comedia romántica convencional" señala Beandrea July en The Hollywood reporter. Este es un documental que deleita tanto como informa, y al hacerlo sirve como prueba de que un tema sustancioso abordado con algunos toques personales y reflexivos es suficiente para que un cineasta debutante surja como una nueva voz emocionante.